# Chris Coy
Christopher James „Chris“ Coy (* 1. Mai 1986 in Louisville, Kentucky) ist ein US-amerikanischer Schauspieler.

## Werdegang
Chris Coy wurde in Louisville, Kentucky geboren. Er ist seit 2007 als Schauspieler aktiv. Nach Gastauftritten in einer Vielzahl von US-Serien, darunter Monk, Sons of Anarchy, CSI: Vegas, Criminal Minds, Castle und Hawaii Five-0, erlangte er vor allem durch seine wiederkehrenden Rollen größere Bekanntheit. So spielte er von 2012 bis 2013 die Rolle des L.P. Everett in der Serie Treme oder die Rolle des Kannibalen Martin in der fünften Staffel von The Walking Dead. Von 2015 bis 2016 wirkte er in Banshee – Small Town. Big Secrets. mit. Von 2017 bis 2019 übernahm er als Paul Henrickson in The Deuce eine der Hauptrollen.
Coy war auch in Horrorfilmen wie Kristy – Lauf um dein Leben und Erlöse uns von dem Bösen zu sehen. Er ist verheiratet und ist Vater von zwei Töchtern.

## Filmografie (Auswahl)
- 2009: The Camel’s Back
- 2009: Numbers – Die Logik des Verbrechens (Numb3rs, Fernsehserie, Episode 5x14)
- 2009: Monk (Fernsehserie, Episode 8x02)
- 2009: Sons of Anarchy (Fernsehserie, Episode 2x09)
- 2009–2011: True Blood (Fernsehserie, 5 Episoden)
- 2010: CSI: Vegas (CSI: Crime Scene Investigation, Fernsehserie, Episode 10x18)
- 2010: Rizzoli & Isles (Fernsehserie, Episode 1x09)
- 2011: The Mentalist (Fernsehserie, Episode 3x16)
- 2011: Justified (Fernsehserie, Episode 2x06)
- 2011: Hostel 3
- 2012: Rogue River
- 2012: Hawaii Five-0 (Fernsehserie, Episode 3x05)
- 2012: Castle (Fernsehserie, Episode 5x07)
- 2012–2013: Treme (Fernsehserie, 12 Episoden)
- 2013: sxtape
- 2014: Criminal Minds (Fernsehserie, 9x18)
- 2014: Bones – Die Knochenjägerin (Bones, Fernsehserie, Episode 9x17)
- 2014: Erlöse uns von dem Bösen (Deliver Us from Evil)
- 2014: Kristy – Lauf um dein Leben (Kristy)
- 2014–2015: The Walking Dead (Fernsehserie, 4 Episoden)
- 2015: Navy CIS (NCIS, Fernsehserie, Episode 12x13)
- 2015–2016: Banshee – Small Town. Big Secrets. (Banshee, Fernsehserie, 9 Episoden)
- 2017: Lethal Weapon (Fernsehserie, Episode 1x12)
- 2017: Homeland (Fernsehserie, Episode 6x08)
- 2017: Detroit
- 2017: Halt and Catch Fire (Fernsehserie, Episode 4x06)
- 2017–2019: The Deuce (Fernsehserie, 24 Episoden)
- 2018: Castle Rock (Fernsehserie, 4 Episoden)
- 2018: Der Spitzenkandidat (The Front Runner)
- 2020: The Killing of Two Lovers
- 2020: Cowboys
- 2020–2021: Seattle Firefighters – Die jungen Helden (Station 19, Fernsehserie, 3 Episoden)
- 2021: Lucifer (Fernsehserie, Episode 6x01)
- 2022: Women of the Movement (Fernsehserie, 5 Episoden)
- 2022: Peripherie (The Peripheral, Fernsehserie)
- 2023: Accused (Fernsehserie, 1 Episode)
- 2023: Lawmen: Bass Reeves (Miniserie, 3 Episoden)